# 金融商品
金融商品（きんゆうしょうひん、英: financial instrument）とは、一般に金融取引における商品を漠然と指す。専門用語としては、以下に述べるように特別な定義が置かれている。

## 会計用語としての金融商品

### JGAAPにおける金融商品
日本の企業会計における用語としての金融商品は、金融資産、金融負債およびデリバティブ取引に係る契約の総称であり、複数種類の金融資産または金融負債が組み合わされているもの（複合金融商品）も含まれる。視点を変えて、一方の企業に金融資産を生じさせ他の企業に金融負債を生じさせる契約および一方の企業に持分の請求権を生じさせ他の企業にこれに対する義務を生じさせる契約（株式その他の出資証券に化体表章される契約である。）であるともされる。
そして、ここでいう金融資産とは、現金預金、受取手形、売掛金および貸付金等の金銭債権、株式その他の出資証券および公社債等の有価証券ならびに先物取引、先渡取引、オプション取引、スワップ取引およびこれらに類似する取引により生じる正味の債権等をいう。また、現金、他の企業から現金もしくはその他の金融資産を受け取る契約上の権利、潜在的に有利な条件で他の企業とこれらの金融資産もしくは金融負債を交換する契約上の権利、または他の企業の株式その他の出資証券であるともされる。
他方で、金融負債とは、支払手形、買掛金、借入金および社債等の金銭債務ならびに先物取引、先渡取引、オプション取引、スワップ取引およびこれらに類似する取引により生じる正味の債務等をいう。また、他の企業に金融資産を引き渡す契約上の義務または潜在的に不利な条件で他の企業と金融資産もしくは金融負債（他の企業に金融資産を引き渡す契約上の義務）を交換する契約上の義務であるともされる。
いくつかの会計に関する法令においては、「金融商品」を、資産および金融負債をいうものとして定義する。

## 金融商品取引法上の金融商品
金融商品取引法においては、「金融商品」の概念は、同法の規制対象として定義される「デリバティブ取引」においてその原資産となり得るもの（あるいは参照指標の算出の根拠となり得るもの）として定義されており、一般的な意味とは大きく異なる点に留意を要する。具体的には、以下のものをいう。
1. 有価証券
2. 預金契約に基づく債権その他の権利または当該権利を表示する証券若しくは証書であって、外国為替及び外国貿易法第6条第1項第7号に規定する支払手段（通貨に該当するものを除く。）、同項第11号に規定する証券および同項第13号に規定する債権であるもの（1.に掲げるものを除く。）
3. 通貨
4. 商品先物取引法第2条第1項に規定する商品のうち、法令の規定に基づく当該商品の価格の安定に関する措置の有無その他当該商品の価格形成及び需給の状況を勘案し、当該商 品に係る市場デリバティブ取引により当該商品の適切な価格形成が阻害されるおそれがなく、かつ、取引所金融商品市場において当該商品に係る市場デリバティブ取引が行われることが国民経済上有益であるものとして政令で定めるもの
5. 以上のほか、同一の種類のものが多数存在し、価格の変動が著しい資産であつて、当該資産に係るデリバティブ取引（デリバティブ取引に類似する取引を含む。）について投資者の保護を確保することが必要と認められるものとして政令で定めるもの（商品先物取引法第2条第1項に規定する商品を除く。）（政令が定められていないため、空振り）
6. 1.2.5.のうち内閣府令で定めるものについて、金融商品取引所が、市場デリバティブ取引を円滑化するため、利率、償還期限その他の条件を標準化して設定した標準物（内閣府令が定められていないため、空振り）

## 分類表
| 資産分類             | 商品タイプ                                 | 商品タイプ                     | 商品タイプ                                | 商品タイプ                                                              |
| 資産分類             | 現物                                       | 現物                           | デリバティブ取引                          | デリバティブ取引                                                        |
| 資産分類             | 有価証券                                   | その他                         | 市場デリバティブ取引                      | 店頭デリバティブ取引                                                    |
| -------------------- | ------------------------------------------ | ------------------------------ | ----------------------------------------- | ----------------------------------------------------------------------- |
| 長期負債（一年超）   | - 公社債（短期のものを除く。）             | - ローン（短期のものを除く。） | - 債券先物取引 - 債券先物オプション       | - 金利スワップ - 金利キャップ - 金利オプション - エキゾチックオプション |
| 短期負債（一年以下） | - コマーシャルペーパー - 短期社債 - 海外CD | - 流動性預金 - コール・ローン  | - 短期金利先物取引                        | - 金利先渡契約                                                          |
| エクイティ           | - 株式                                     | （合名会社持分）               | - ストックオプション - エクイティ先物取引 | - ストックオプション - エキゾチックオプション                           |
| 外国為替             | N/A                                        | （スポット外国為替取引）       | - 通貨先物                                | - 外国為替オプション取引 - 為替先物予約 - 為替スワップ - 通貨スワップ   |
| コモディティ         | N/A                                        | （スポット商品取引）           | - 商品先物取引                            | - 商品先渡取引                                                          |

※括弧内は金融商品に含まれない。

## 類似語
- 金融類似商品 - 金融商品の利子課税に関して使われる税制上の用語であり、利息相当分が利子所得以外の所得に分類される商品を指す。定期積金の給付補てん金、抵当証券の利息、金投資口座の利益、一時払養老保険の差益など。[10][11]
- 金融派生商品 - 通貨・金利・債券・株式などの原資産の価格を基準に価値が決まる金融商品（デリバティブ）。或いは、それから派生した先物取引、オプション取引、スワップ取引、フォワード取引などの取引形態（デリバティブ取引）を指す。[12]